# Weidenhahn
Weidenhahn es un pueblo y también una caldera volcánica erosionada de Westerwald, Alemania. Su roca más dominante es la traquita. El pueblo, se sitúa dentro de dicha caldera. Sus coordenadas son estas:  50.533393°   7.837548°